# WWE Velocity
Velocity war eine Show von WWE. Sie wurde von 2002 bis 2005 auf dem Fernsehsender Spike TV ausgestrahlt. Von 2005 bis 2006 wurde es als Webcast auf WWE.com ausgestrahlt.

## Geschichte
Velocity wurde immer Samstag nachts auf Spike TV in den Vereinigten Staaten und auf Sky Sports im Vereinigten Königreich ausgestrahlt. In der etwa 45-minütigen Show gab es Kämpfe der Wrestling-Stars von SmackDown sowie einige Interviews zu sehen. Die Show wurde immer vor SmackDown aufgezeichnet, jedoch einen Tag später gesendet.
2005 beendete Spike TV die Zusammenarbeit. Unter Beibehaltung des Konzepts wurde die Show dann samstags als Webcast über WWE.com den Zuschauern zugänglich gemacht und war eine Woche lang abrufbar. Die letzte Show wurde am 10. Juni 2006 ausgestrahlt, danach startete mit ECW eine weitere wöchentliche Sendung, die ebenfalls vor SmackDown produziert wurde.